# Villa Wertheimstein

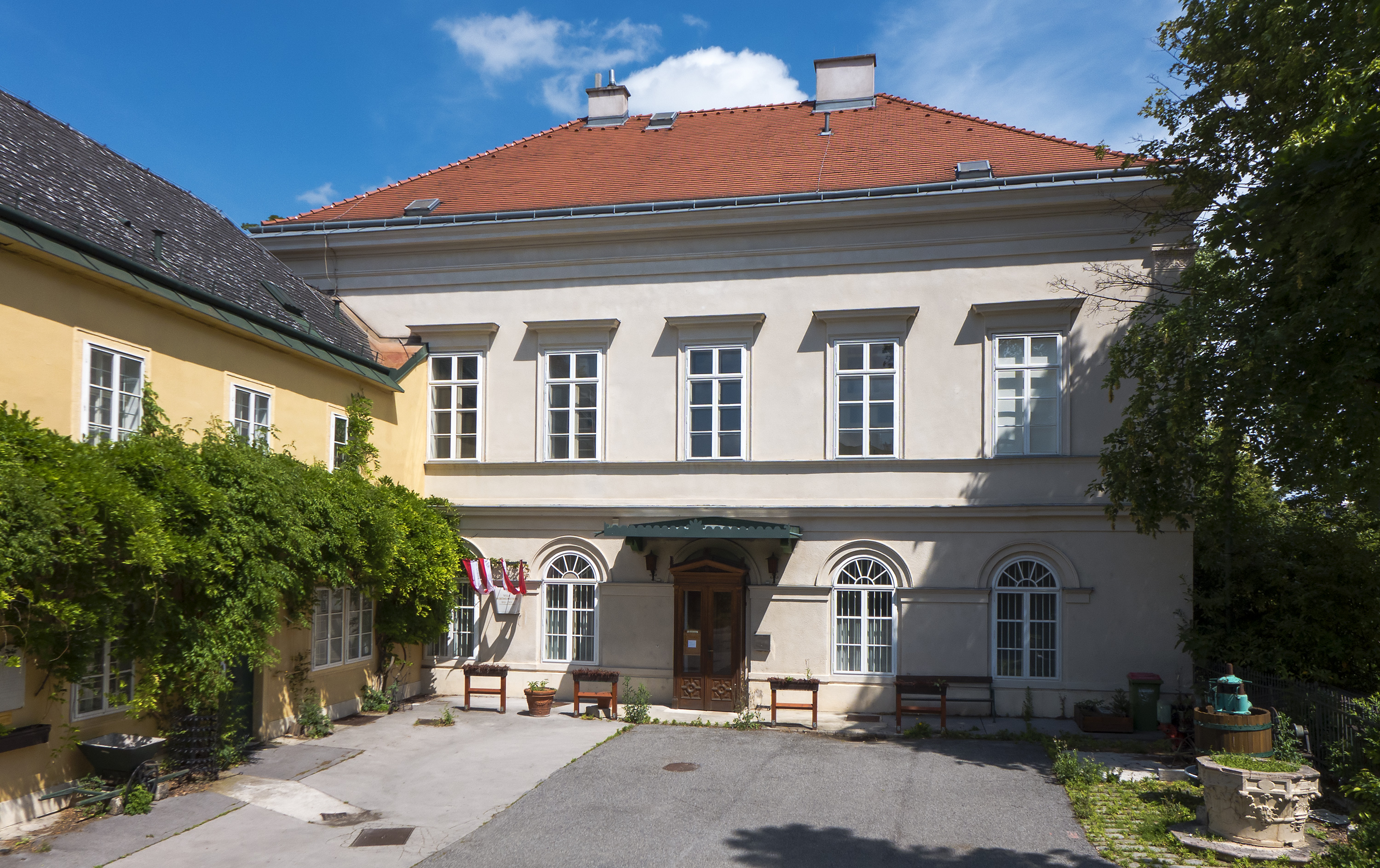
Villa Wertheimstein

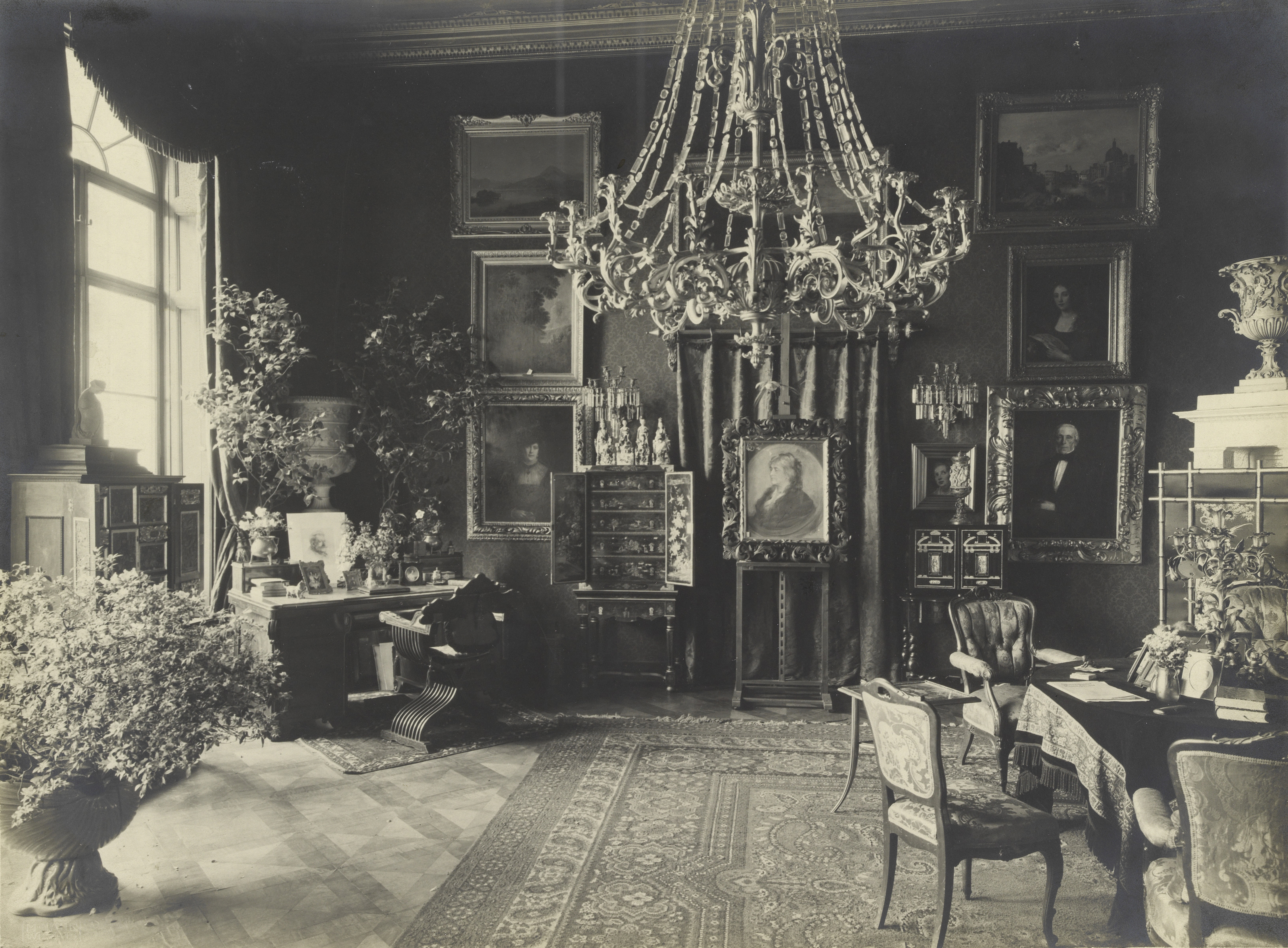
Innenansicht der Villa Wertheimstein im Jahr 1912

Die Villa Wertheimstein in Wien-Döbling (Döblinger Hauptstraße 96) war der Ort, in dem Josephine von Wertheimstein und ihre Tochter Franziska Salon hielten. Das Gebäude beherbergt heute das Bezirksmuseum Döbling, der Park heißt nach der Stifterin Wertheimsteinpark.
Der Industrielle Rudolf von Arthaber erwarb 1833 das Haus, das zuvor Klosterbesitz gewesen war und „Tullnerhof“ geheißen hatte. Er ließ es 1834/35 zu einer biedermeierlichen Villa umgestalten und brachte darin seine berühmte Gemäldesammlung unter. Nach Arthabers Tod im Jahr 1867 wurde die Gemäldesammlung versteigert und Leopold und Josephine von Wertheimstein erwarben den Besitz von den Arthaberschen Erben. Es entstand hier wieder der Salon Wertheimstein, ein Treffpunkt liberaler Persönlichkeiten Wiens. Franziska, Josephine von Wertheimsteins lebenslang unverheiratete Tochter, hatte daran großen Anteil. Der Dichter Ferdinand von Saar, Franziskas Verehrer, der mit Mutter und Tochter Wertheimstein über mehr als drei Jahrzehnte einen intensiven Briefwechsel unterhielt, war bevorzugter Hausgast in der Villa Wertheimstein. Der Salon, in dem Eduard von Bauernfeld, Ferdinand von Saar und andere Künstler verkehrten, ist im Originalzustand erhalten. 1907 vermachte Franziska von Wertheimstein Haus und Park der Gemeinde Wien.